# گمینا اوزورکوو
گمینا اوزورکوو (به لهستانی:  Gmina Ozorków) یک گمینا در لهستان است که در شهرستان ازگیش واقع شده‌است. گمینا اوزورکوو ۹۵٫۱۷ کیلومتر مربع مساحت و ۶٬۵۴۰ نفر جمعیت دارد.